# Joshua Chelanga

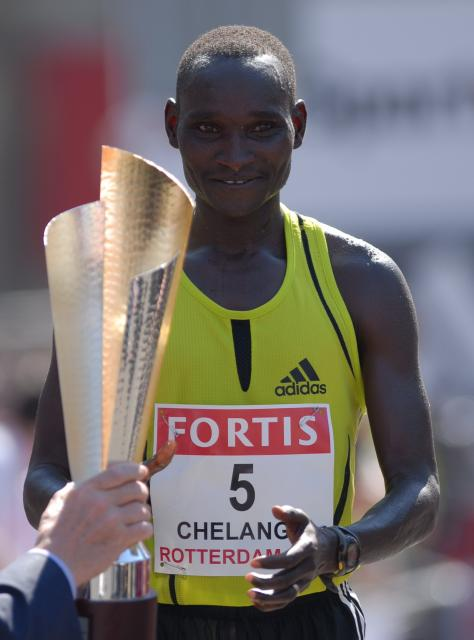
Joshua Chelanga

Joshua Chelanga (* 7. April 1973) ist ein kenianischer Marathonläufer.
Er wurde 2001 Dritter beim Boston-Marathon und Zweiter beim Marathon der Commonwealth Games 2002. Beim Berlin-Marathon 2003 stellte er mit 2:07:05 seine Bestzeit auf, 2005 wurde er an gleicher Stelle Vierter.
2007 siegte er in einer Hitzeschlacht beim wegen extremer Hitze abgebrochenen Rotterdam-Marathon in 2:08:21.